# Richard Burr
Richard M. Burr (ur. 30 listopada 1955 w Charlottesville, Wirginia) – amerykański polityk, w latach 2005-2023 senator ze stanu Karolina Północna, członek Partii Republikańskiej. W latach 1995–2005 zasiadał w Izbie Reprezentantów.
Jest dalekim krewnym trzeciego wiceprezydenta USA, Aarona Burra.
Zdobywając swoje miejsce w Senacie w wyborach 2004 pokonał kandydata Partii Demokratycznej Erskina Bowlesa, byłego szefa sztabu w Białym Domu podczas kadencji Billa Clintona. Po zaciętej i bardzo kosztownej kampanii Burr wygrał różnicą 5% głosów.
Burr dwukrotnie skutecznie ubiegał się o reelekcję, pokonując kandydatki Partii Demokratycznej. W 2010 roku był lepszy od Elaine Marshall (55%-43%), zaś w 2016 pokonał Deborah K. Ross (51%-45%). 
Senator Burr oświadczył, że nie zamierza ubiegać się o reelekcję w 2022.